# Biserica „Sfântul Nicolae” din Nicolaevca
Biserica „Sf. Nicolae” este o biserică amplasată în Nicolaevca, raionul Leova, Republica Moldova. Este un monument arhitectural de importanță națională inclus în Registrul monumentelor Republicii Moldova ocrotite de stat cu nr. 72 (raionul Cantemir). Datează din 1913.